# Guerra Patriota de Florida
La Guerra Patriota de Florida fue un intento fallido de invasión y anexión de la Florida española por Estados Unidos que comenzó en 1812 durante la guerra de 1812 en el actual estado de Florida, EE. UU.
Supuso la ocupación de la fronteriza Fernandina por el ejército Patriota durante un año. Además, fue rechazada por los seminolas y seminolas negros españoles y por los esclavos fugitivos de EE. UU. asentados en La Florida española. 

## Antecedentes
La intervención de España en la guerra de Independencia de los EE.UU. supuso la adquisición en 1783 de la soberanía de la Florida Occidental, un territorio en manos inglesas desde 1763 pero históricamente bajo la influencia de la Luisiana francesa. Por el tratado de San Ildefonso (1796) España le cedió a EE. UU. los territorios de Florida Occidental al norte del paralelo 31 y le facilitó el comercio en Nueva Orleans en época de la Luisiana española.
Tras la compra de la Luisana a Napoleón Bonaparte en 1803, los Estados Unidos promovieron la anexión de Florida Occidental. Como consecuencia de la guerra de Independencia de Española (1808-1814) los rebeldes españoles se aliaron con Reino Unido, enemigo de Francia en las guerras Napoleónicas. Esta alianza supuso que el principal socio comercial de Florida fuera Reino Unido y que los antiguos lealistas exiliados de EE. UU., tuvieran permitido el establecimiento en Florida. 
Además, la población de Florida experimentó un auge debido a la llegada de ciudadanos procedentes de los EE. UU. en busca de mejores condiciones de vida, incluidos numerosos indígenas que buscaron refugio en el territorio español de Florida y su sistema de leyes indianas ante los abusos y apropiaciones de los Estados Unidos.
Aprovechando el gobierno francés de España (1808-1813), Estados Unidos ambicionó la Florida española, cuyas fronteras terrestres eran con los EE. UU. El plan anexionista de EE. UU. comprendió el establecimiento en 1810 de la república de Florida Occidental, un estado títere. Fue planeado por el Secretario de Estado Robert Smith por mandato del presidente James Madison. Gracias a la infiltración de agitadores, filibusteros y militares bajo la apariencia de colonos, EE. UU. logró el control de Baton Rouge, la invasión del ejército de William CC Claiborne hasta el río Pearl y por lo tanto el dominio del comercio y navegación a lo largo del río Misisipi.  

## Preparativos

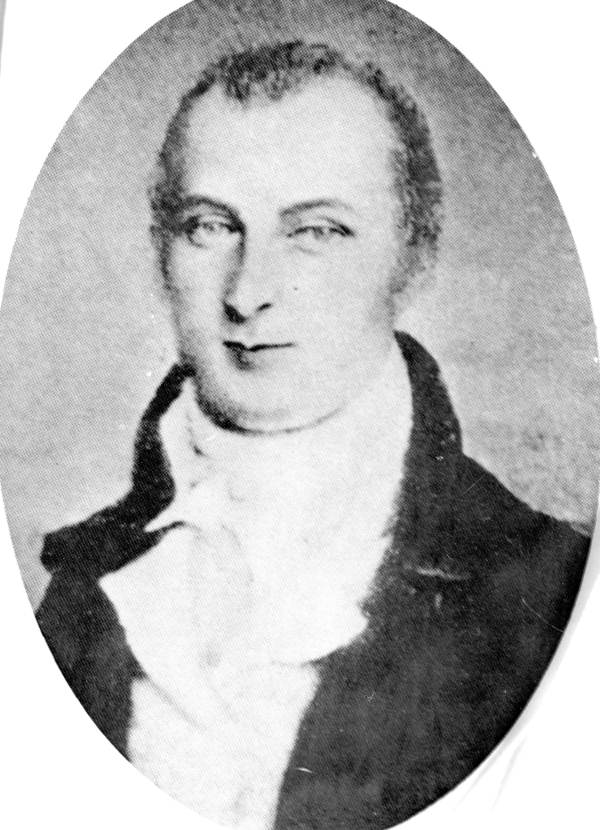
John Houston McIntosh, terrateniente de Georgia y primer presidente de la república de Florida Oriental.

La ambición por el control de la totalidad de la Florida ante el riesgo de perderla ante Francia o Reino Unido tomó forma cuando el presidente James Madison logró la aprobación el 15 de enero de 1811 de una legislación que podría mantenerse secreta hasta marzo de 1812. El Congreso autorizó a EE. UU. a tomar posesión temporal de cualquier territorio adyacente a los Estados Unidos al este del río Perdido, es decir, la región de Mobile y el resto de Florida. Esta legislación, permitía aceptar la transferencia un territorio de las autoridades locales u ocupar territorio para evitar que cayera en manos de una potencia extranjera distinta de España. La resolución también asignó 100.000 dólares de financiación. 
EE. UU. infiltró al militar y gobernador de Georgia George Mathews y al miliciano y agente federal indio ante los choctaw John McKee en Florida para sondear, sin éxito, apoyos para la rebelión contra España de la élite militar y económica de Florida en el espíritu de las guerras de Independencia Hispanoamericanas.La milicia de Mathews se denominó los Patriotas (the Patriots en inglés), reclutadas entre los habitantes de condado de Camden, Georgia y de la milicia del general John Floyd. Uno de sus principales apoyos fue el terrateniente de Georgia John Houston McIntosh, quien desdeñaba la huida de los esclavos fugitivos a la Florida española.
En enero de 1811 se detectó un conato de invasión de isla Amelia por la guarnición de Point Peter (Condado de Oglethorpe, Georgia) capitaneado por Thomas Adam Smith en nombre del ejército de los Patriotas de George Mathews.
En el plano diplomático, fue notoria la publicación en prensa del desplante de James Monroe al embajador británico en Washington Augustus Foster de septiembre de 1811 sobre las intenciones de EE. UU. sobre Florida. 

## Invasión de La Florida (1812)

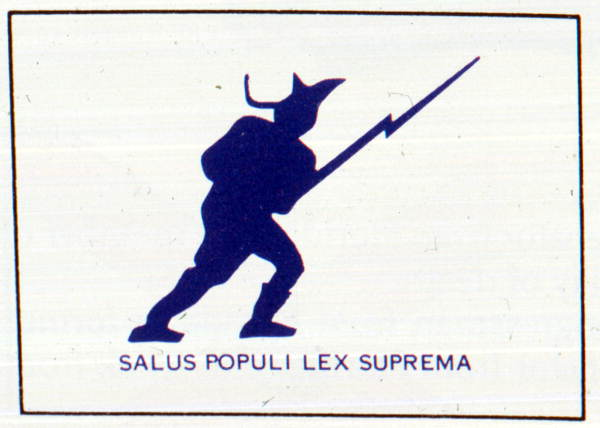
Bandera de la República de Florida Oriental, estado satélite de los EE. UU.

A principios de marzo de 1812, los Patriotas contaban con una fuerza de alrededor de 125 hombres. El 17 de marzo de 1812 cincuenta soldados de Patriotas de Point Peter junto a cinco cañoneras de la marina de EE. UU. sitiaron y ocuparon Fernandina, entregándosela a EE. UU. Además, se produjo la proclamación del estado satélite de la República de Florida del Este. Para ganar el apoyo de la población, los EE. UU. ofrecieron mantener los acuerdos de comercio con Gran Bretaña, las concesiones de tierras existentes y empleos en el ejército de los EE. UU. La expedición militar realizó un intento de proseguir hacia San Agustín, estableciendo un campamento en el fuerte Mosé, que fue evacuado por los soldados españoles al mando del gobernador Sebastián Kindelán.

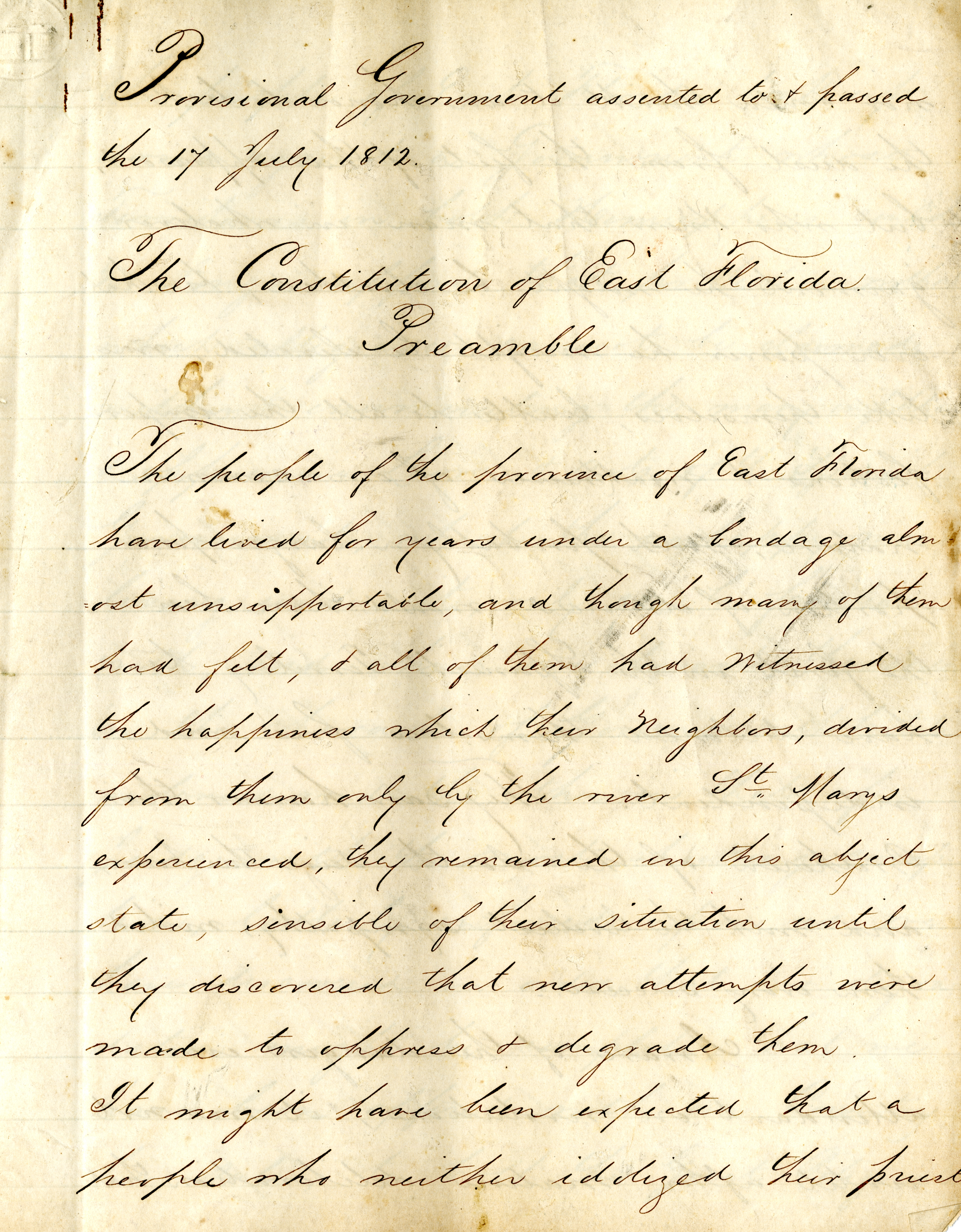
Primera página de la Constitución de Florida Oriental.

Para evitar que la guerra Patriota precipitara la intervención de Gran Bretaña en Florida, el 4 de abril James Monroe emitió una declaración negando ruinmente la legalidad de las acciones. La república de Florida Oriental tuvo como primer presidente al terrateniente de Georgia John Houston McIntosh, y una constitución redactada en julio de 1812 sobre la Constitución de los EE. UU.
En septiembre de 1812 el ejército Patriota de Georgia de Thomas Adams Smith fue atacado en las inmediaciones de Gainesville (condado de Alachua) por los indígenas seminolas y seminolas negros españoles liderados por el cacique Payne, quien falleció a causa de las heridas en combate.El ejército Patriota fue repudiado por los habitantes de Florida, quienes les acusaban de saqueos y pillaje.En mayo de 1813 los Patriotas fueron evacuados por el ejército español de Fernandina, regresando a Georgia. En de 1814 el ejército Patriota al mando de Buckner F. Harris situó la capital de la república de Florida del Este en el fuerte Mitchell (condado de Alachua). Además, Bucker se apropió de terrenos en la región indígena de Paynes Prairie. Su propósito era propiciar la invasión militar de los EE. UU. de la región, que denominaron distrito de Elotchaway, de manera similar a lo sucedido en 1810 con Baton Rouge en la extinta Florida Occidental española. Los seminolas se rebelaron contra la presencia del ejército Patriota de Harris, muriendo éste en un ataque en mayo de 1814. El resto de sus hombres huyeron, solicitando el reenganche en el ejército de los EE. UU. para combatir en la guerra de 1812.

## Consecuencias
La invasión de Florida planeada por James Madison perdió popularidad y respaldo financiero conforme no lograban su objetivo. John Houston McIntosh, primer presidente de la república de Florida Occidental, fue resarcido económicamente por los EE. UU. por lo invertido en las campañas. Además, ante la amenaza de nuevas invasiones de los EE. UU. desde Georgia, los indígenas seminolas, seminolas negros y esclavos fugitivos de los EE. UU. se trasladaron a regiones más seguras al sur, en la región del río Peace.
En 1816 se construyó el fuerte San Carlos de Fernandina para reafirmar este territorio fronterizo. Sin embargo el camino señalado por el ejército Patriota fue seguido en 1817 por filibusteros liderados por Gregor MacGregor. Estos engañaron tanto a los insurgentes de México como a los independentistas de Venezuela para financiar su expedición, que proclamó la República de las Floridas en Fernandina. Siendo conquistada por los estadounidenses, quedando Florida repartida entre estos y los seminolas (prácticamente independientes de España); la presencia española quedó reducida a San Agustín y Pensacola.
Estados Unidos finalmente obtuvo el reconocimiento de su dominio sobre Florida por el tratado de Adams Onís (1821), pasando a ser el Territorio de Florida.